# Westhausen (Bodenrode-Westhausen)
Westhausen ist ein Ortsteil der Gemeinde Bodenrode-Westhausen im Landkreis Eichsfeld in Thüringen.

## Lage
Westhausen liegt östlich vom Heilbad Heiligenstadt und westlich vom Partnerortsteil Bodenrode. Die Landesstraße 2021 führt durch den Ortsteil und die Bundesautobahn 38 tangiert nördlich die Flur. Die Gemarkung befindet sich im Leinetal und den angrenzenden Buntsandsteinplateaus im Eichsfelder Hügelland in kupiertem Gelände.

## Geschichte
Westhausen wurde am 24. September 1146 erstmals urkundlich erwähnt. Im Dreißigjährigen Krieg wurde der Ort stark zerstört. 1867 erhielt Westhausen im benachbarten Bodenrode Anschluss an die Eisenbahn. Am 2. Januar 1992 wurde die Verwaltungsgemeinschaft Leinetal gegründet, der die damals noch selbstständigen Mitgliedsgemeinden Bodenrode und Westhausen angehörten, die am 6. November 1993 fusionierten. Der Reiterhof Riethmüller ist ein Beispiel für den neuen Weg auf dem Lande. 700 Bewohner leben 2012 im Ortsteil. Eine Kindertagesstätte befindet sich im Ort.

### Herren von Westhausen
Aus dem Ort entstammten das adlige Geschlecht derer zu Westhausen. Ähnlich wie jene zu Hanstein oder zu Uslar zählten die Herren von Westhausen zu den Raubgrafen des Eichsfeldes. Sie wirkten als Zeugen, Ministeriale, standen im Dienst verschiedene Dynastenstämme (Grafen von Gleichen, Mainzer Erzbischöfe) und besaßen ferner das Recht, in ihren Dörfern kleinere Befestigungen zu errichten. Erstmal traten sie 1023 in Erscheinung, von dem Zeitpunkt an, trugen sie wesentlich zum  Erscheinungsbild Westhausens bei. Im Laufe der Zeit errangen sie Besitztümer weit über das Eichsfeld und Thüringen hinaus. Viele Konventsmitglieder des Klosters Beuren stammten aus dem regionalen Adel, wie denen von Westhausen. Im Bauernkrieg 1525 wurde die Kemenate derer von Westhausen zerstört. 1548 starb das Geschlecht mit dem letzten erbberechtigten Nachfolger Pankratius von Westhausen aus. Das Lehen wurde daraufhin von Kurmainz eingezogen und Westhausen wurde vom Amt Rusteberg aus verwaltet. Das Wappen zeigt zwei gestürzte Jagdhörner nebeneinander stehend. Weitere Vertreter des Adelsgeschlechtes waren:
- Ernst und Albert von Westhausen (1263)[5] / (1293)[5]
- Brüder Helmbold (1320 Pfarrer in Westhausen), Dietrich (Knappe), Lampert und Ernst von Westhausen (1315), verkaufen dem Stift in Heiligenstadt ihre Güter in Hadewarderode[6]
- Apel von Westhausen (1341), Burgmann auf Burg Scharfenstein[7]
- Homann von Westhausen (1381), Bürger in Heiligenstadt[8]
- Thilo von Westhausen (1395), Hauptmann in Mühlhausen[9]

## Sehenswürdigkeiten

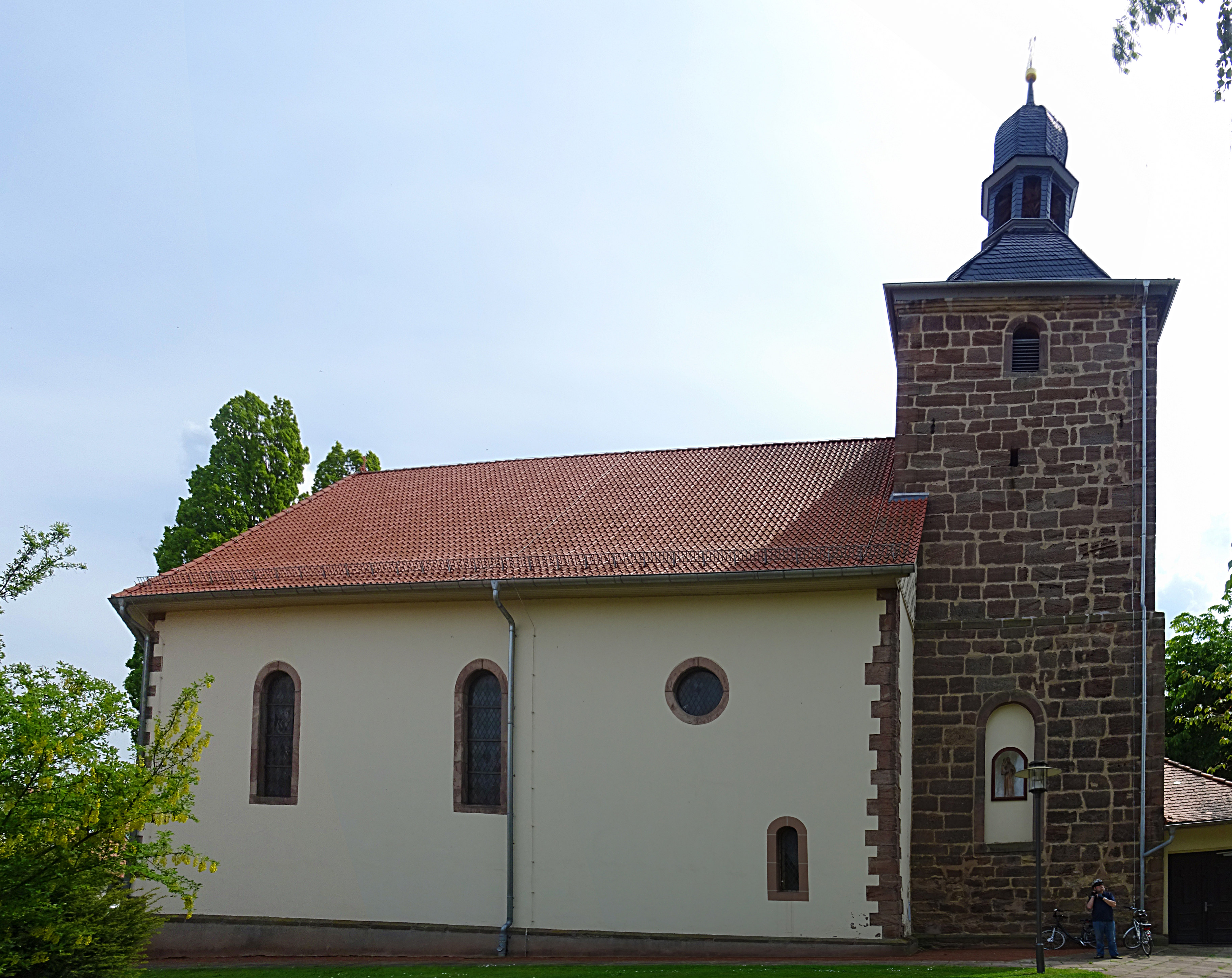
Römisch-katholische Kirche St. Pankratius

- Römisch-katholische Kirche St. Pankratius
- Mariengrotte
- Festplatz Unter der Eiche

## Persönlichkeiten
- Werner Hagedorn (1831–1894), Chirurg